# Lecithaster confusus
Lecithaster confusus är en plattmaskart. Lecithaster confusus ingår i släktet Lecithaster och familjen Hemiuridae. Inga underarter finns listade i Catalogue of Life.